# 元绍
元绍（？—？），字丑伦，河南郡洛阳县（今河南省洛阳市东）人，追尊魏昭成帝拓跋什翼犍的后裔，常山简王拓跋陪斤之子，北魏宗室、官员。

## 生平
元绍年轻时聪明有智慧，升任尚书右丞，任内决断不回避有权势的人。景明四年（503年），魏宣武帝元恪命令元绍检查讯问赵脩，诏令曝光赵脩的奸诈邪恶，免去死罪，鞭打一百下，流放到敦煌当兵。元绍因赵脩以谄媚而得宠，因此命人秘密的鞭打赵脩三百下，令他致死。魏宣武帝听说后，责备元绍没有再次禀报。元绍说：“赵脩奸诈谄媚胜过董贤，是国家的大蛀虫，臣如果不因为他的过失除掉他，恐怕陛下又要背上汉哀帝的名声，受到万世的坏话。”魏宣武帝以元绍的言语正直，于是没有治他的罪。元绍出宫的时候，广平王元怀向元绍叩拜，道贺说：“阿翁是皇家的正直之士，即便朱云、汲黯如何能超过？”元绍说：“只遗憾杀他太晚，以为惭愧而已。”元绍在凉州刺史任内去世。

## 家庭

### 兄弟
- 元老德，北魏内三郎，北秀容郡太守[4]
- 元昭，北魏散骑常侍、征南将军、殿中尚书